# Casa Zohrabbeyov
A Casa Zohrabbeyov (em azeri:  Zöhrabbəyovun evi) é a casa de Abbasgulu bey Zohrabbeyov em Shusha, Azerbaijão, membro dos Zohrabbeyovs, uma das famosas famílias da cidade. A casa está localizada na rua Ojaggulu em Shusha e foi construída no século XIX.

## História
O dono da casa era Abbasgulu bey Zohrabbeyov, representante da família Zohrabbeyov e membro da segunda guilda mercantil. Abbasgulu bey, filho de Karbalayi Mirza Akbar, nasceu em Shusha em 1868. Depois de receber sua educação primária de um mulá, continuou sua educação na madrassa. A construção da casa foi iniciada pelo pai de Abbasgulu bey, Mirza Akbar bey Karbalayi. Após a morte de Mirza Akbar, Abbasgulu bey completou a construção da casa. As grandes e espaçosas janelas do edifício de 3 andares estão decoradas da cabeça aos pés com pinturas antigas. Cada andar tem uma sala de estar para 200-250 pessoas, janelas com vidros duplos, um quarto, um quarto para crianças, uma cozinha a vapor, um banheiro.
Após a ocupação soviética, a casa de Abbasgulu Bey foi confiscada e ele teve que se mudar para Bacu com sua família. Mais tarde esta casa tornou-se uma galeria de fotos.
Após a ocupação de Shusha pelas forças armênias em 8 de maio de 1992, o prédio foi saqueado, as janelas e os afrescos foram roubados. Durante os 28 anos de ocupação, o prédio foi demolido por abandono.